# Neolaetana
Neolaetana is een geslacht van kevers uit de familie bladkevers (Chrysomelidae).
De wetenschappelijke naam van het geslacht werd in 1921 gepubliceerd door Laboissiere.

## Soorten
- Neolaetana amabilis Laboissiere, 1940
- Neolaetana basalis Laboissiere, 1921
- Neolaetana concinna (Weise, 1905)
- Neolaetana magna (Weise, 1904)
- Neolaetana maynei Laboissiere, 1921
- Neolaetana neavei Laboissiere, 1923
- Neolaetana neavei Laboissiere, 1923
- Neolaetana neumanni (Weise, 1907)
- Neolaetana stefaninii Laboissiere, 1927